# Sofia si veste sempre di nero
Sofia si veste sempre di nero è un romanzo di racconti di Paolo Cognetti, pubblicato nel 2012 dalla casa editrice Minimum Fax. È strutturato in dieci racconti autonomi che indagano le turbolente vicende di Sofia, personaggio femminile complesso e la cui bellezza è caratterizzata da un leggero strabismo.
Il libro è risultato finalista al Premio Strega 2013 ed è la terza prova narrativa di Cognetti, dopo Manuale per ragazze di successo e Una cosa piccola che sta per esplodere.

## Racconti
1. Prima luce. Un'infermiera, amante di un uomo sposato e dedito all'alcol, veglia notte dopo notte la piccola Sofia Muratore, nata prematura. Prende l'abitudine di parlarle e le racconta dei risvolti della sua vita infelice e di come la nascita non sia altro che "una nave che parte per la guerra".
2. Una storia di pirati. I genitori di Sofia, Roberto e Rossana, tentando di salvare il proprio matrimonio, si trasferiscono dalla caotica Milano a Lagobello, un complesso residenziale di villette unifamiliari nel verde. Sofia ha otto anni e tra le cose che maggiormente desidera vi è un cane e la pace tra i suoi genitori. Quell'estate i genitori ospitano un bambino dell'età di Sofia, Oscar, la cui madre è gravemente malata. Dalla sterminata fantasia dei due bambini nasce un gioco, il gioco dei pirati, che occupa gran parte delle loro torride giornate estive mentre la loro amicizia si va facendo via via più solida. Le cose sembrano andare bene fino al giorno in cui la madre di Oscar muore e il bambino torna a casa con il padre. I genitori di Sofia ricominciano a litigare e Sofia, che aveva a lungo pregato per la madre di Oscar, decide che pregare è inutile e smette di farlo.
3. Due ragazze orizzontali. Un Sabato pomeriggio di fine estate una Sofia adolescente, approfittando dell'assenza dei genitori, tenta il suicidio con Valium e alcol. Viene ricoverata in una clinica psichiatrica dove intrattiene un singolare colloquio con una ragazza anch'essa ricoverata, Margherita. Sette anni dopo Sofia vive a Roma ed ha intrapreso una carriera come attrice. Rientrando nel suo appartamento trova una lettera, la cui mittente è proprio Margherita. Dopo una lunga attesa decide di aprire la lettera e leggerla.
4. Sofia si veste sempre di nero. Marta è la zia di Sofia e la sorella di Roberto. Conosce Rossana al matrimonio del fratello, un matrimonio riparatore, poiché Rossana, studentessa di arte, porta già in grembo Sofia. Marta appartiene all'area dell'autonomia e vede sporadicamente la famiglia del fratello, solo ad alcune cene, segnate dall'imbarazzo e dai litigi. Tutto cambia quando Marta riceve una telefonata da Rossana e le due donne, perseguendo un progetto impossibile, diventano amiche. Dopo un esilio a Parigi Marta torna a Milano ed inizia ad andare a trovare la nipote all'ospedale psichiatrico decidendo infine di portarla a casa con lei, lontano dai problemi della sua famiglia.
5. Disegnata dal Vento. Roberto è un ingegnere che negli anni '70, in pieno miracolo economico, entra nell'Alfa Romeo. Assieme ai problemi di depressione della moglie, nella vita di Roberto arriva anche Emma, giovane compagna di lavoro, che presto diventa sua amante. In seguito all'acquisto dell'Alfa Romeo da parte della Fiat Roberto viene promosso a dirigente, ma la sua vita non migliora di conseguenza. In seguito ad un tema in cui Sofia afferma di non conoscere il padre, Roberto porta la figlia undicenne al lavoro, dove conoscerà anche Emma che, poche settimane dopo, stufa del ruolo di amante sostenuto per anni, metterà fine alla loro relazione.
6. Quando l'anarchia verrà. Sofia ha vent'anni frequenta un seminario di recitazione a Milano ed intrattiene una relazione col suo professore, Leo. Sogna di frequentare una prestigiosa scuola di cinema a Roma. Nel week end va a Lagobello, a trovare il padre, ora malato di cancro.
7. Le attrici. Sofia vive a Roma dove studia Cinema e divide un appartamento con due ragazze dal carattere singolare, Caterina ed Irene. Ogni weekend torna a Milano ad assistere il padre, ormai profondamente malato. Un weekend il padre di Sofia muore e lei torna a Roma, più arrabbiata ed insofferente che mai.
8. Sulla stregoneria. Una Sofia dodicenne trascorre una breve vacanza al Lago, nel mese di Settembre. La madre stremata dalle nevrosi e dall'insonnia dopo pochi giorni torna a Lagobello; Roberto e Sofia trascorrono dolci e malinconici momenti padre- figlia.
9. Le cose da salvare. Rossana, rimasta vedova e sola da anni ormai, un giorno d'inizio estate allaga la cantina. I ragazzi di Lagobello, sotto ordine delle relative madri, accorrono ad aiutarla. Attraverso gli occhi dei ragazzi, soprattutto di Bruno, scopriamo come le vicende di Sofia siano leggenda nella piccola e tranquilla Lagobello.
10. Brooklyn Sailor Blues. A questo punto si svela il narratore della storia, Pietro. Pietro conosce Sofia a New York mentre è impegnata a girare un film con Yuri, compagno di stanza ed amico di Pietro. Yuri e Sofia hanno una storia, destinata a fallire come il film che stanno girando. Nel frattempo Pietro e Sofia intrattengono lunghe conversazioni e si innamorano. Un giorno Sofia abbandona New York in cerca di una vita migliore mentre Pietro decide di scrivere un libro sulla stravagante vita di Sofia.

## Edizioni
- Paolo Cognetti, Sofia si veste sempre di nero, Minimum fax, 2012, ISBN 978-88-7521-440-1.

## Premi e riconoscimenti
- Selezionato al Premio Strega 2013
- Libro del mese di Fahrenheit Radio 3

| Controllo di autorità | VIAF (EN) 1968152502797910800000 |